# 王源 (清)
王 源（おう げん、1648年 - 1710年）は、中国清代の儒学者。字は崑縄、号は或庵。順天府宛平県の出身。

## 生涯
康熙年間に挙人となった。
若くして任侠を重視し兵学を好んだ。三藩の乱が平定された後に北京で設けられた講会（学会）の領袖の一人となる。万斯同・胡渭・閻若璩などに伍して才気縦横の論客として知られるが、劉献廷・李塨にのみ傾倒し、56歳の名士でありながら李塨の紹介で顔元に門下の礼をとる。晩年には妻子を棄て、各地の山川をめぐり淮上で死去した。

## 著書
- 『読易通伝』5巻
- 『詳春秋三伝』
- 『兵論』
- 『平書』10巻
- 『或庵文集』

以上の著書は全て失われ、『居業堂文集』20巻のみが現存する
。